# 馬克·麥奎爾
馬克·大衛·麥奎爾（英語：Mark David McGwire，1963年10月1日—）是前美國職棒大聯盟選手，曾在職業生涯中效力於奧克蘭運動家隊及聖路易紅雀隊。
麥奎爾在他的職業棒球生涯中一直被視為強力打者。在1987年時，他以49支全壘打打破了新人球季最多全壘打的紀錄，在1998年時，麥奎爾再以70支全壘打打破大聯盟單季最多全壘打的紀錄，但這項紀錄在2001年時被貝瑞·邦茲以73支所超越。在職業生涯中，麥奎爾平均每10.61個打數便可以擊出一支全壘打，為大聯盟歷史上最低比率。

## 職業生涯

### 奧克蘭運動家隊
1986年時，麥奎爾在奧克蘭運動家隊展開他的大聯盟生涯。麥奎爾在奧克蘭運動家隊待了十一個球季直到1997年球季時才被交易到聖路易紅雀隊。在運動家隊時，他和隊友荷西·坎塞柯（Jose Canseco）組成「霸擊兄弟」（The Bash Brothers），他們的攻擊火力也幫助運動家隊從連續三年（1988年到1990年）打入世界大賽，並在1989年時贏得世界大賽冠軍。在麥奎爾早期的職業生涯中，他清壘的全壘打火力也為他贏得「Marco Solo」的稱號。
1987年的第一個完整大聯盟球季中，麥奎爾擊出了49支全壘打，是新人球季全壘打的第二高紀錄(直到被亞倫·賈吉打破)並獲選為當年美國聯盟的新人王。接下來的三個球季中，麥奎爾分別擊出32、33及39支全壘打，這也使他連續四年擊出30支以上全壘打。在1988年的7月3日及4日，麥奎爾均在延長賽的第16局擊出再見全壘打贏得比賽，但麥奎爾最為人所知的全壘打是1988年世界大賽對上洛杉磯道奇隊時，第三場九局下的再見全壘打。這一支再見全壘打使奧克蘭運動家隊在這一個系列賽中贏得唯一一場勝利。但1989年對上世界大賽對上舊金山巨人隊的地震大戰的系列賽中，麥奎爾和隊友荷西·坎塞柯扮演了極重要的角色，最終也幫助運動家隊直落四橫掃巨人隊勇奪世界大賽總冠軍，這也是麥奎爾生涯唯一一枚冠軍戒。
麥奎爾在新人球季的打擊率為.289，而接下來幾年的打擊率分別為.26、.231及.235。在1991年時，麥奎爾達到最低潮，當年打擊率僅有.201並且只敲出22支全壘打。當時的總教練東尼·拉魯沙（Tony LaRussa）在季賽的最後一場讓他留在板凳上以避免他的打擊率落到兩成之下。雖然打擊率持續衰退，但麥奎爾的被保送次數還是讓他維持可以接受的上壘率。事實上，麥奎爾的修正OPS值（adjusted OPS，OPS+）仍舊高過聯盟平均值。
麥奎爾在1991年的運動畫刊專訪中表示，1991年一整年球場上的表現，婚姻中所遇到的問題，加上整個球季沒有重量訓練，使得該年度是他生涯最糟的一年。之後的球季，麥奎爾重新投入球隊訓練中，並開始蓄鬚蓄髮改變造型使自己在球場上看起來更具威脅性。在1992年時，麥奎爾擊出了42支全壘打並將打擊率提升到.268，且修正OPS值高達175，並在球季中的明星賽的全壘打大賽中出場表演。他的復活也幫助運動家隊贏得1992年的美國聯盟西區冠軍，並在世界大賽中對上多倫多藍鳥隊。
在1993年及1994年球季中，麥奎爾因為腳傷，在兩個球季中僅僅出賽74場比賽。1995年時也僅有104場，但他的全壘打數與打席的比例已有相當程度的提升（317打席中有39支全壘打）。1996年時，麥奎爾在423個打席中敲出領先全聯盟的52支全壘打，打擊率也達到.312的職業生涯最高點，同時也在長打率及上壘率領先聯盟其他打者。
麥奎爾也在一壘守備下了相當的功夫，以免被認為僅是個擅打不擅守的球員。在早期的球員生涯中，麥奎爾被認為是一名好的野手，並在1990年拿下金手套獎。但在後期的球員生涯中，由於速度較慢而漸漸失去球場上的機動性，使得守備率漸漸降低。
麥奎爾在奧克蘭運動家隊的生涯中共擊出363支全壘打，為運動家隊的隊史紀錄，他並9度獲選美國聯盟明星隊，其中1987年至1992年連續六年入選。

### 聖路易紅雀隊及全壘打紀錄競賽
1997年時，麥奎爾敲出領先全聯盟的58支全壘打，但是並未在國家聯盟或美國聯盟單一聯盟內居於領先地位。當他在7月31日被交易到聖路易紅雀隊之前，他已經敲出34支全壘打。一般相信，麥奎爾只會在聖路易紅雀隊打完當年所剩下的季賽後，便在南加州他居所之處找一支可以提供長期合約的球隊棲身。但麥奎爾最終還是選擇與聖路易紅雀隊簽約。在此之後，媒體開始討論羅傑·馬里斯高懸37年的單季全壘打紀錄會在1998年被麥奎爾或小葛瑞菲所打破。
隨著1998年球季的展開，角逐全壘打紀錄的選手也開始明朗，麥奎爾、小葛瑞菲和芝加哥小熊隊的外野手山米·索沙都在破紀錄的行列中。而三人競逐全壘打紀錄也炒熱了該季的新聞。8月19日，索沙敲出第48支全壘打並領先麥奎爾，但當天稍晚麥奎爾便擊出第48及第49支全壘打再度領先。而小葛瑞菲卻因傷所困在季中便已退出競逐行列。9月8日，麥奎爾從芝加哥小熊隊敲出破紀錄的第62支的左外野方向全壘打，使得聖路易紅雀隊的主場布希體育場大肆慶祝。而在與小熊隊對戰時擊出這支全壘打也使索沙能親自向麥奎爾道賀，而馬利斯的家人也再這場比賽時親臨現場觀戰。之後擊出球也被球場工作人員尋獲並在一個慶祝場合中送交給麥奎爾。
麥奎爾最後在1998年共擊出70支全壘打，超越索沙擊出的66支。但三年後這個紀錄再度被貝瑞·邦茲所打破。但由於貝比·魯斯的60支全壘打是在1927年的154場季賽中所擊出，而羅傑·馬利斯的61支則是在1961年的161場比賽中打出（在154場時馬利斯還未打破魯斯的紀錄），因此紀錄是否真的被打破對某些人而言仍有疑義。但麥奎爾在球隊的第145場比賽時便已打破紀錄，因此在剩下的季賽中並無類似的爭議出現。
雖然麥奎爾在全壘打數量上優於山米·索沙，但索沙仍以較多的打點數及帶領小熊隊打進季後賽的貢獻而贏得1998年國家聯盟的年度MVP。許多人認為對1998年麥奎爾─索沙的全壘打競逐對挽救因1994年大聯盟罷工而銳減的球迷數量有相當的助益。由這一波熱潮使得新舊球迷重燃對棒球的喜愛。
1999年球季，麥奎爾擊出65支全壘打並創下145支安打得147分的紀錄，這也是聯盟歷史上最高的得分/安打比。這個球季索沙仍舊以63支全壘打緊追其後。但在2000年及2001年時，由於出賽場次減少，麥奎爾的全壘打數也相對減少（分別是89場32支及97場29支）。
麥奎爾職業生涯中共敲出583支全壘打，全壘打產量在退休時為史上第五（截自2021年球季結束為史上第十一名）。他在大聯盟中共拿下五次全壘打王，包括1996年到1999年連續四年擊出超過50支及1987年新人球季的49支。另外，麥奎爾新人球季的49支也是新人全壘打紀錄，直到2017賽季，被洋基外野手亞倫·賈吉以52支全壘打突破。

## 獲得榮譽
1999年，運動新聞（Sporting News）根據1998年球季及1997年的統計資料公佈最偉大的一百名棒球選手，麥奎爾名列第91。當年並獲選為大聯盟世紀球隊的一員。2005年時，運動新聞公佈最偉大的一百名棒球選手中，麥奎爾排名前進至第84。
然而，2007年時麥奎爾在進入棒球名人堂的票選中失敗，在545票中僅獲得23.5%的128張票，一般相信這與麥奎爾所捲入的類固醇醜聞及即將開始的公開聽證會有關。

## 類固醇爭議
雖然麥奎爾從未公開承認有使用過任何類固醇，但他的打擊成就，尤其是他職業生涯後期的全壘打高峰，讓大眾對他的成績與大聯盟所爆發的類固醇醜聞產生聯想。
在1998年時，一篇由Steve Wilstein所寫的文章中，麥奎爾坦承曾服用在藥房可以買到的增強肌肉的雄二酮（睪固酮的前驅物質）產品，一種被奧運與美式足球聯盟所禁用的藥物（當時並未被大聯盟禁用）。2005年時，麥奎爾、荷西·坎塞柯和其他五名球員及四名球隊經理在類固醇的公開聽證會中被傳喚作證。坎塞柯後來在他的書中表示麥奎爾自1980年代起便開始服用增強肌肉的藥物。但2005年3月17日的證詞中，麥奎爾拒絕回答聽證聯席會的問題。
在一份聲淚俱下的聲明中，麥奎爾提到
|  | 在攝影鏡頭前問我或其他任何球員是否服用類固醇的問題不會解決任何問題。如果一個球員的回答是否定的，沒有人會相信他的回答；如果他的回答是肯定的，那他將會面對公眾的嘲笑及無止境的政府調查。……我的律師提醒過我，我無法在不傷害我的朋友、我的家人及我自己的前提下回答這些問題。但是，我必須說的是，在這個國家裡，任何人在被證明有罪之前，他們都是無罪的。 |

而當麥奎爾被問及他是否會引用憲法第五修正案（任何人都不得就同一罪行受審兩次）時，麥奎爾如此回應
|  | 我到這裡不是來談論過去的，而是來提供對這個議題正面的資訊。 |

由於沒有任何單位或個人對麥奎爾採取任何法律行動，不管是在棒球界或是其他領域，麥奎爾所付出的代價是公眾影響力及公眾支持。1999年麥奎爾被票選為全世紀球隊中的一員，在2001年退休時，他也被視為棒球名人堂的未來必然成員。但在2007年票選名人堂入選時，麥奎爾只得到不到四分之一的支持票數。一些運動專欄作家表示他們是麥奎爾第一次入選資格時以投抗議票的方式來表達不滿，一些人表示需要多一點時間來考慮類固醇事件對棒球運動造成的影響。
麥奎爾在2010年正式承認並向球迷道歉。最終在2016年因為連續10年未入選被名人堂淘汰出局。(未來只能透過資深委員會引薦進入)

## 私生活
麥奎爾在2002年4月20日與聖路易地區工作的藥廠業務代表史蒂芬妮·史蘭姆（Stephanie Slemer）在拉斯維加斯結婚。之後他們定居在加州的爾灣地區並創辦馬克·麥奎爾兒童基金會以幫助受虐兒童度過艱困的童年。目前麥奎爾依舊避開媒體的追逐。他大部分空閒的時間都在打高爾夫球。有傳言指出麥奎爾的高爾夫球技巧相當好，並將在2013年他50歳時嘗試加入PGA的長青組巡迴賽。
麥奎爾曾在為你瘋狂的電視劇中客串扮演追求海倫·杭特的角色。

## 中文譯名
Mark McGwire的中文譯名在華語地區沒有統一版本，馬克‧麥奎爾、馬克‧馬奎爾及馬克‧馬怪爾在華語地區報章皆可見到。

## 生涯成績
| 年度   | 球隊   | 出賽 | 打數 | 得分 | 安打 | 二壘打 | 三壘打 | 全壘打 | 打點 | 盗壘 | 盗壘阻殺 | 四壞球 | 三振 | 打擊率 | 上壘率 | 長打率 | 壘打數 | 犧牲觸擊 | 高飛犧牲打 | 故意四壞 | 死球 | 雙殺打 | OPS   |
| ------ | ------ | ---- | ---- | ---- | ---- | ------ | ------ | ------ | ---- | ---- | -------- | ------ | ---- | ------ | ------ | ------ | ------ | -------- | ---------- | -------- | ---- | ------ | ----- |
| 1986年 | 運動家 | 18   | 53   | 10   | 10   | 1      | 0      | 3      | 9    | 0    | 1        | 4      | 18   | .189   | .259   | .377   | 20     | 0        | 0          | 0        | 1    | 0      | 0.636 |
| 1987年 | 運動家 | 151  | 557  | 97   | 161  | 28     | 4      | 49     | 118  | 1    | 1        | 71     | 131  | .289   | .370   | .618   | 344    | 0        | 8          | 8        | 5    | 6      | 0.988 |
| 1988年 | 運動家 | 155  | 550  | 87   | 143  | 22     | 1      | 32     | 99   | 0    | 0        | 76     | 117  | .260   | .352   | .478   | 263    | 1        | 4          | 4        | 4    | 15     | 0.830 |
| 1989年 | 運動家 | 143  | 490  | 74   | 113  | 17     | 0      | 33     | 95   | 1    | 1        | 83     | 94   | .231   | .339   | .467   | 229    | 0        | 11         | 5        | 3    | 23     | 0.806 |
| 1990年 | 運動家 | 156  | 523  | 87   | 123  | 16     | 0      | 39     | 108  | 2    | 1        | 110    | 116  | .235   | .370   | .489   | 256    | 1        | 9          | 9        | 7    | 13     | 0.859 |
| 1991年 | 運動家 | 154  | 483  | 62   | 97   | 22     | 0      | 22     | 75   | 2    | 1        | 93     | 116  | .201   | .330   | .383   | 185    | 1        | 5          | 3        | 3    | 13     | 0.713 |
| 1992年 | 運動家 | 139  | 467  | 87   | 125  | 22     | 0      | 42     | 104  | 0    | 1        | 90     | 105  | .268   | .385   | .585   | 273    | 0        | 9          | 12       | 5    | 10     | 0.970 |
| 1993年 | 運動家 | 27   | 84   | 16   | 28   | 6      | 0      | 9      | 24   | 0    | 1        | 21     | 19   | .333   | .467   | .726   | 61     | 0        | 1          | 5        | 1    | 0      | 1.193 |
| 1994年 | 運動家 | 47   | 135  | 26   | 34   | 3      | 0      | 9      | 25   | 0    | 0        | 37     | 40   | .252   | .413   | .474   | 64     | 0        | 0          | 3        | 0    | 3      | 0.887 |
| 1995年 | 運動家 | 104  | 317  | 75   | 87   | 13     | 0      | 39     | 90   | 1    | 1        | 88     | 77   | .274   | .441   | .685   | 217    | 0        | 6          | 5        | 11   | 9      | 1.126 |
| 1996年 | 運動家 | 130  | 423  | 104  | 132  | 21     | 0      | 52     | 113  | 0    | 0        | 116    | 112  | .312   | .467   | .730   | 309    | 0        | 1          | 16       | 8    | 14     | 1.197 |
| 1997年 | ※1     | 156  | 540  | 86   | 148  | 27     | 0      | 58     | 123  | 3    | 0        | 101    | 159  | .274   | .393   | .646   | 349    | 0        | 7          | 16       | 9    | 9      | 1.039 |
| 1998年 | 紅雀   | 155  | 509  | 130  | 152  | 21     | 0      | 70     | 147  | 1    | 0        | 162    | 155  | .299   | .470   | .752   | 383    | 0        | 4          | 28       | 6    | 8      | 1.222 |
| 1999年 | 紅雀   | 153  | 521  | 118  | 145  | 21     | 1      | 65     | 147  | 0    | 0        | 133    | 141  | .278   | .424   | .697   | 363    | 0        | 5          | 21       | 2    | 12     | 1.121 |
| 2000年 | 紅雀   | 89   | 236  | 60   | 72   | 8      | 0      | 32     | 73   | 1    | 0        | 76     | 78   | .305   | .483   | .746   | 176    | 0        | 2          | 12       | 7    | 5      | 1.229 |
| 2001年 | 紅雀   | 97   | 299  | 48   | 56   | 4      | 0      | 29     | 64   | 0    | 0        | 56     | 118  | .187   | .316   | .492   | 147    | 0        | 6          | 3        | 3    | 7      | 0.808 |
| 累計   | 16年   | 1874 | 6187 | 1167 | 1626 | 252    | 6      | 583    | 1414 | 12   | 8        | 1317   | 1596 | .263   | .394   | .588   | 3639   | 3        | 78         | 150      | 74   | 147    | 0.982 |

## 外部連結
- 球員資訊和成績在MLB，ESPN，Baseball-Reference，Fangraphs，Baseball-Reference (Minors)（英文）